# 介形綱
介形綱（學名：Ostracoda），是甲殼亞門之下的一個綱級分類單元，其生物泛稱作介形蟲或种子虾。目前已辨識的介形蟲有約7萬個物種，當中只有約1.3萬個現生種，其餘5萬多個皆為化石種，可分類為多個目。介形蟲是一種小型的甲殻動物，一般約1 mm（0.039英寸）大小，但也有比較極端的巨海螢屬（Gigantocypris）物種的尺寸變化從0.2至30 mm（0.008至1.181英寸）。
現今介形綱生物分佈廣泛，大部分為淡水與海水中的水生動物，也有部分品種為潮濕地帶的陸生動物。
在奥陶纪的沉积层中，就已经发现携带卵堆的雌性介形类化石。它们也是地球上已知最早有保护幼体的行为的动物。

## 特征
介形綱生物均為細小甲殼亞門生物，一般約1（0.04英寸）大，但其大小的差異可以由0.2（0.008英寸）到30（1.2英寸）不等，當中以巨海螢的體型最大。
介形綱的整个身体被包裹在两片介壳当中。这两片介壳是特化的头胸甲，在背脊上具有特殊的铰合结构，并且由专门的肌肉控制，可以自由开闭。
身体分节不明显，头部的两对触角是甲壳亚门的基本特征。根据生活方式的不同，可能有一对触角特别强大，用来划水游泳。附肢的数量较少，并且有明显的分化，可以在海底爬行，或者抓握食物和异性，帮助进食和交配。